# Tim (Chiwa)

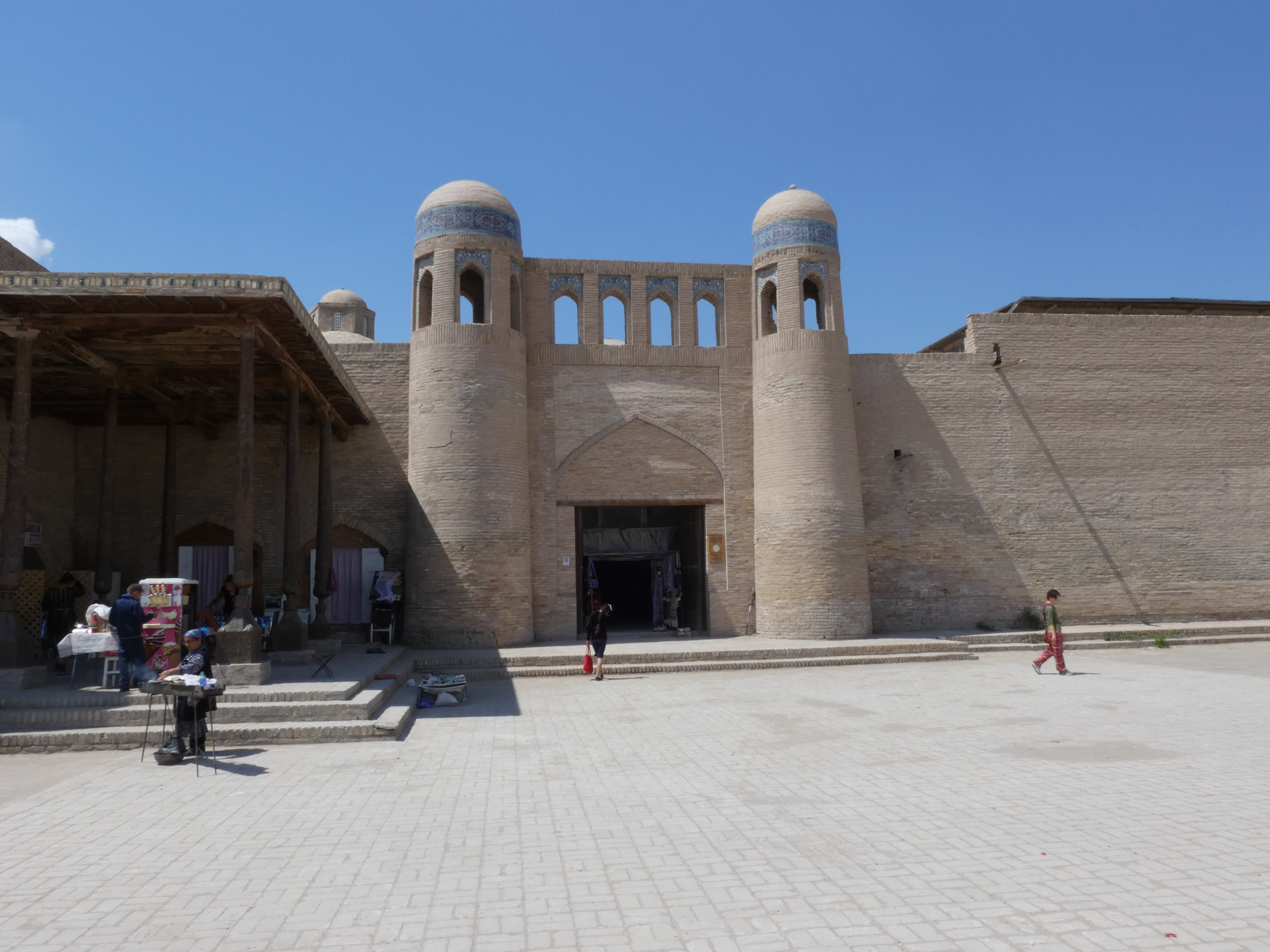
Das Osttor des Tim

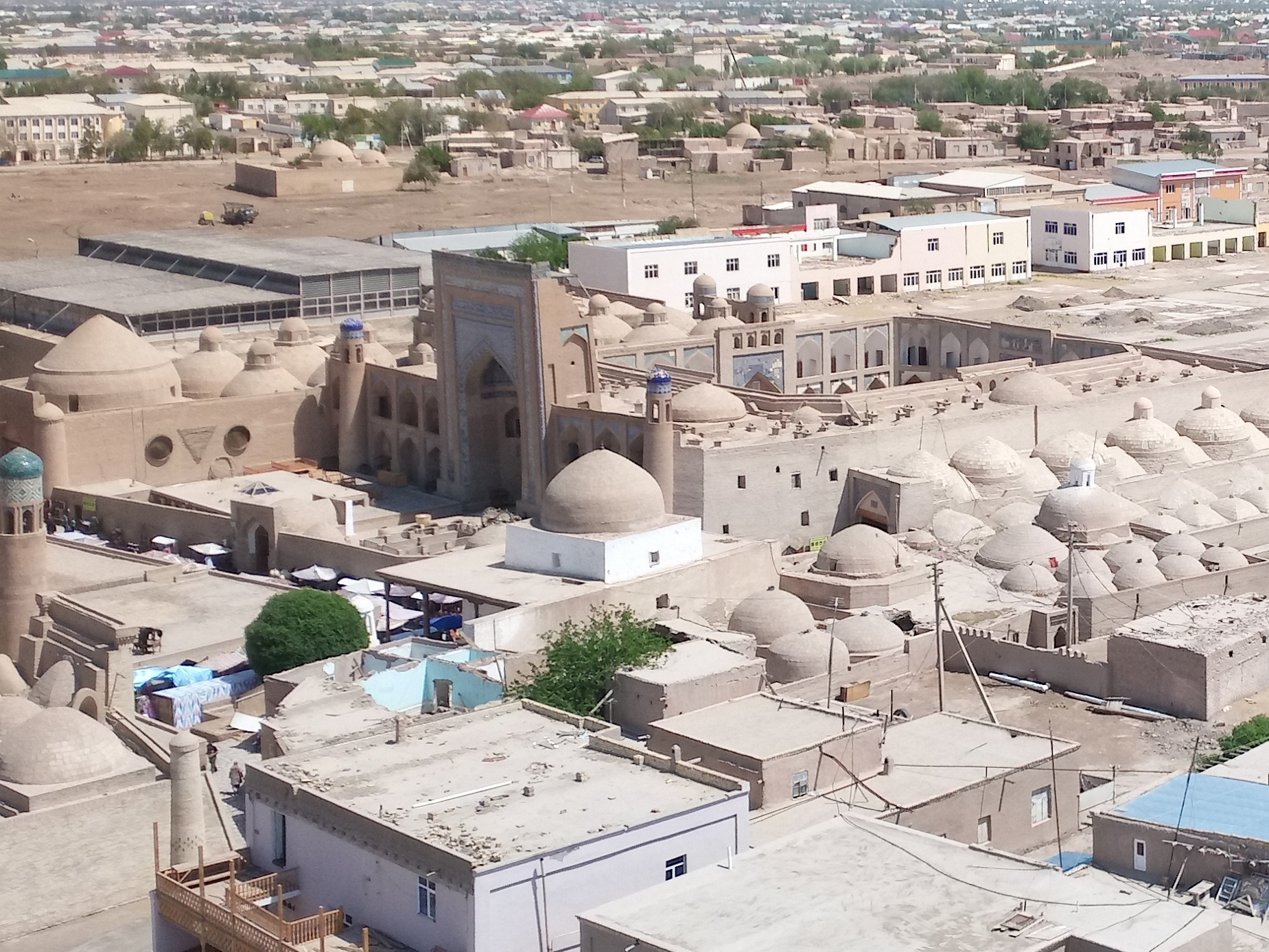
Links der Kuppelbau Tim, rechts davor zentral im Bild die Medrese Alla Kuli Khan, unterhalb die Ak-Moschee

Der Tim ist eine Händler- beziehungsweise Ladenpassage in der historischen Altstadt  der usbekischen Oasenstadt Xiva Ichan Qalʼа. Der Tim ist wie sämtliche historische Bauten der Altstadt Teil des UNESCO-Welterbes.

## Bauwerk
Der Tim wurde in der ersten Hälfte des 19. Jahrhunderts errichtet. Der Khan des Khanats Chiwa Alla Kuli ließ zwischen 1830 und 1840 das städtische Zentrum in den Osten der Altstadt an das Stadttor Palwan-Darwaza verlegen. Dort ließ er unter anderem die große Medrese Alla Kuli Khan errichten. Als Waqf wurde der neuen Medrese neben bewässertem Land eine Karawanserei und der zwischen der Medrese und Karawanserei gebaute Tim zugesprochen.
Für den Bau der Medrese Alla Kuli Khan, der Karawanserei und der Händlerpassage Tim musste die bestehende Stadtbefestigung Itchan-Kalas durchbrochen werden. Der Tim erhielt ein eigenes, sich nach Osten öffnendes Tor mit zwei runden Türmen und zwischen ihnen eine Mauerkrone. Der Zugang von der Altstadt befindet sich im Westen, gegenüber dem ebenfalls unter Alla Kuli Khan entstandenen Palast Tasch Hauli. Der Tim hat eine Länge von etwa 75 Meter und weist vierzehn verschieden große steinerne Kuppeln auf. Der Tim wird noch immer für Handel genutzt.